# Elencos da Israel Start-Up Nation
A equipa de ciclismo profissional israelita Israel Start-Up Nation tem tido, durante toda a sua história, os seguintes elencos:

## Cycling Academy Team

### 2015
| Nome             | Nascimento | Nacionalidade | Equipa de 2014              |
| Antonio Angulo   | 18/08/1992 | Espanha       | Neoprofissional             |
| Yoav Bear        | 24/06/1991 | Israel        | Cycling Academy Team        |
| Mário Dáško      | 30/06/1994 | Eslovênia     | Dukla Trencin-Trek          |
| Ben Einhorn      | 22/07/1993 | Israel        | Cycling Academy Team        |
| Roy Goldstein    | 20/05/1993 | Israel        | Cycling Academy Team        |
| Gabay Guy        | 18/07/1993 | Israel        | Cycling Academy Team        |
| Lubos Malovec    | 10/02/1994 | Eslovênia     | Dukla Trencin-Trek          |
| Wojciech Migdał  | 27/03/1991 | Polónia       | Wibatech Fuji Zory          |
| Emanuel Piaskowy | 02/03/1991 | Polónia       | ActiveJet Team              |
| Guy Sagiv        | 05/12/1994 | Israel        | Cycling Academy Team        |
| Patryk Talaga    | 02/04/1995 | Polónia       | Cycling Academy Team        |
| Daniel Turek     | 19/01/1993 | Chéquia       | Cycling Academy Team        |
| Bartosz Warchoł  | 16/01/1992 | Polónia       | Whistle Team Ziemia Brzeska |
| Ido Zilberstein  | 27/08/1993 | Israel        | Team Ukyo                   |

1. ↑  Desde 10 de junho
2. ↑  Até 30 de abril
3. ↑  Desde 2 de julho
4. ↑  Desde 17 de abril

### 2016
| Nome               | Nascimento | Nacionalidade  | Equipa de 2015                              |
| Guillaume Boivin   | 25/05/1989 | Canadá         | Optum presented by Kelly Benefit Strategies |
| Chris Butler       | 16/02/1988 | Estados Unidos | Team SmartStop                              |
| Dan Craven         | 01/02/1983 | Namíbia        | Team Europcar                               |
| Gabay Guy          | 18/07/1993 | Israel         | Cycling Academy Team                        |
| Roy Goldstein      | 20/05/1993 | Israel         | Cycling Academy Team                        |
| Omer Goldstein     | 13/08/1996 | Israel         | Neoprofissional                             |
| Zohar Hadari       | 09/05/1994 | Israel         | Neoprofissional                             |
| Max Korus          | 08/10/1988 | Israel         | Champion System-Stan's Não Tubes            |
| Luis Enrique Lemus | 21/04/1992 | México         | Airgas Safeway Cycling                      |
| Lubos Malovec      | 10/02/1994 | Eslovênia      | Cycling Academy Team                        |
| Wojciech Migdał    | 27/03/1991 | Polónia        | Cycling Academy Team                        |
| Marko Pavlic       | 09/02/1993 | Eslovênia      | Radenska Ljubljana                          |
| Emanuel Piaskowy   | 02/03/1991 | Polónia        | Cycling Academy Team                        |
| Mihkel Raim        | 03/07/1993 | Estónia        | Amore & Vita-Selle SMP (2014)               |
| Guy Sagiv          | 05/12/1994 | Israel         | Cycling Academy Team                        |
| Daniel Turek       | 19/01/1993 | Chéquia        | Cycling Academy Team                        |
| Aviv Yechezkel     | 21/04/1994 | Israel         | Neoprofissional                             |

1. ↑  Desde 30 de maio
2. ↑  Desde 10 de julho
3. 1 2  Desde 1 de abril

## Israel Cycling Academy

### 2017
| Nome                    | Nascimento | Nacionalidade  | Equipa de 2016                               |
| Guillaume Boivin        | 25/05/1989 | Canadá         | Cycling Academy Team                         |
| Dan Craven              | 01/02/1983 | Namíbia        | Cycling Academy Team                         |
| Zakkari Dempster        | 27/09/1987 | Austrália      | Bora-Argon 18                                |
| José Manuel Díaz Galego | 18/01/1995 | Espanha        | Neo (Bicicletas Rodriguez-Extremadura-Spiuk) |
| Roy Goldstein           | 20/05/1993 | Israel         | Cycling Academy Team                         |
| Luis Enrique Lemus      | 21/04/1992 | México         | Cycling Academy Team                         |
| Jason Lowndes           | 14/12/1994 | Austrália      | Drapac Professional Cycling                  |
| Krists Neilands         | 18/08/1994 | Letônia        | Axeon Hagens Berman                          |
| Ben Perry               | 07/03/1994 | Canadá         | Silber Pro Cycling                           |
| Mihkel Räim             | 03/07/1993 | Estónia        | Cycling Academy Team                         |
| Guy Sagiv               | 05/12/1994 | Israel         | Cycling Academy Team                         |
| Hamish Schreurs         | 23/01/1994 | Nova Zelândia  | Etixx-Quick Step (stagiaire)                 |
| Daniel Turek            | 19/01/1993 | Chéquia        | Cycling Academy Team                         |
| Dennis van Winden       | 02/12/1987 | Países Baixos  | Team LottoNL-Jumbo                           |
| Tyler Williams          | 17/11/1994 | Estados Unidos | Axeon Hagens Berman                          |
| Aviv Yechezkel          | 21/04/1994 | Israel         | Cycling Academy Team                         |

Stagiaires

Desde 1 de agosto, os seguintes corredores passaram a fazer parte da equipa como stagiaires (aprendizes à prova).
| Corredor        | Nascimento | Nacionalidade | Equipa de 2017 |
| --------------- | ---------- | ------------- | -------------- |
| Itmar Einhorn   | 20/09/1997 | Israel        |                |
| Guy Niv         | 08/03/1994 | Israel        |                |
| Nicolas Sessler | 29/04/1994 | Brasil        | Lizarte        |

### 2018
| Nome                        | Nascimento | Nacionalidade  | Equipa de 2017                     |
| Edwin Ávila                 | 21/11/1989 | Colômbia       | Team Illuminate                    |
| Guillaume Boivin            | 25/05/1989 | Canadá         | Israel Cycling Academy             |
| Zakkari Dempster            | 27/09/1987 | Austrália      | Israel Cycling Academy             |
| José Manuel Díaz Galego     | 18/01/1995 | Espanha        | Israel Cycling Academy             |
| Nathan Earle                | 04/06/1988 | Austrália      | Team Ukyo                          |
| Sondre Enger                | 17/12/1993 | Noruega        | AG2R La Mondiale                   |
| Awet Gebremedhin Andemeskel | 05/02/1992 | Suécia         | Kuwait-cartucho.es                 |
| Omer Goldstein              | 13/08/1996 | Israel         | Cycling Academy Team (2016)        |
| Roy Goldstein               | 20/05/1993 | Israel         | Israel Cycling Academy             |
| Ben Hermans                 | 08/06/1986 | Bélgica        | BMC Racing Team                    |
| August Jensen               | 29/08/1991 | Noruega        | Team Coop                          |
| Luis Enrique Lemus          | 21/04/1992 | México         | Israel Cycling Academy             |
| Krists Neilands             | 18/08/1994 | Letônia        | Israel Cycling Academy             |
| Guy Niv                     | 08/03/1994 | Israel         | Israel Cycling Academy (stagiaire) |
| Benjamin Perry              | 07/03/1994 | Canadá         | Israel Cycling Academy             |
| Rubén Plaza                 | 29/02/1980 | Espanha        | Orica-Scott                        |
| Mihkel Räim                 | 03/07/1993 | Estónia        | Israel Cycling Academy             |
| Guy Sagiv                   | 05/12/1994 | Israel         | Israel Cycling Academy             |
| Kristian Sbaragli           | 08/05/1990 | Itália         | Dimension Data                     |
| Hamish Schreurs             | 23/01/1994 | Nova Zelândia  | Israel Cycling Academy             |
| Daniel Turek                | 19/01/1993 | Chéquia        | Israel Cycling Academy             |
| Dennis van Winden           | 02/12/1987 | Países Baixos  | Israel Cycling Academy             |
| Tyler Williams              | 17/11/1994 | Estados Unidos | Israel Cycling Academy             |
| Aviv Yechezkel              | 21/04/1994 | Israel         | Israel Cycling Academy             |

1. ↑  Até 20 de julho

Stagiaires

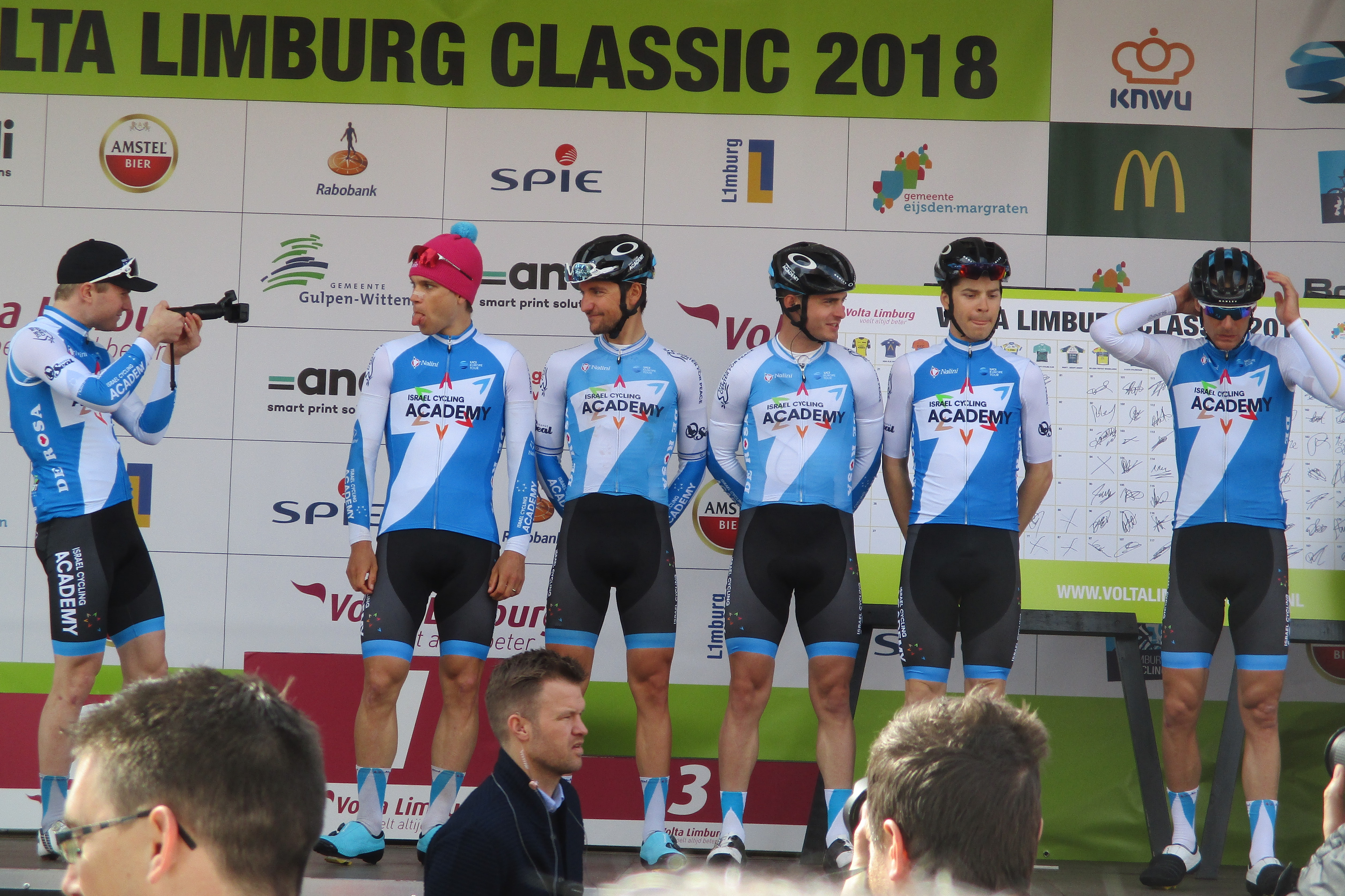
Alguns corredores na Volta Limburg Classic de 2018

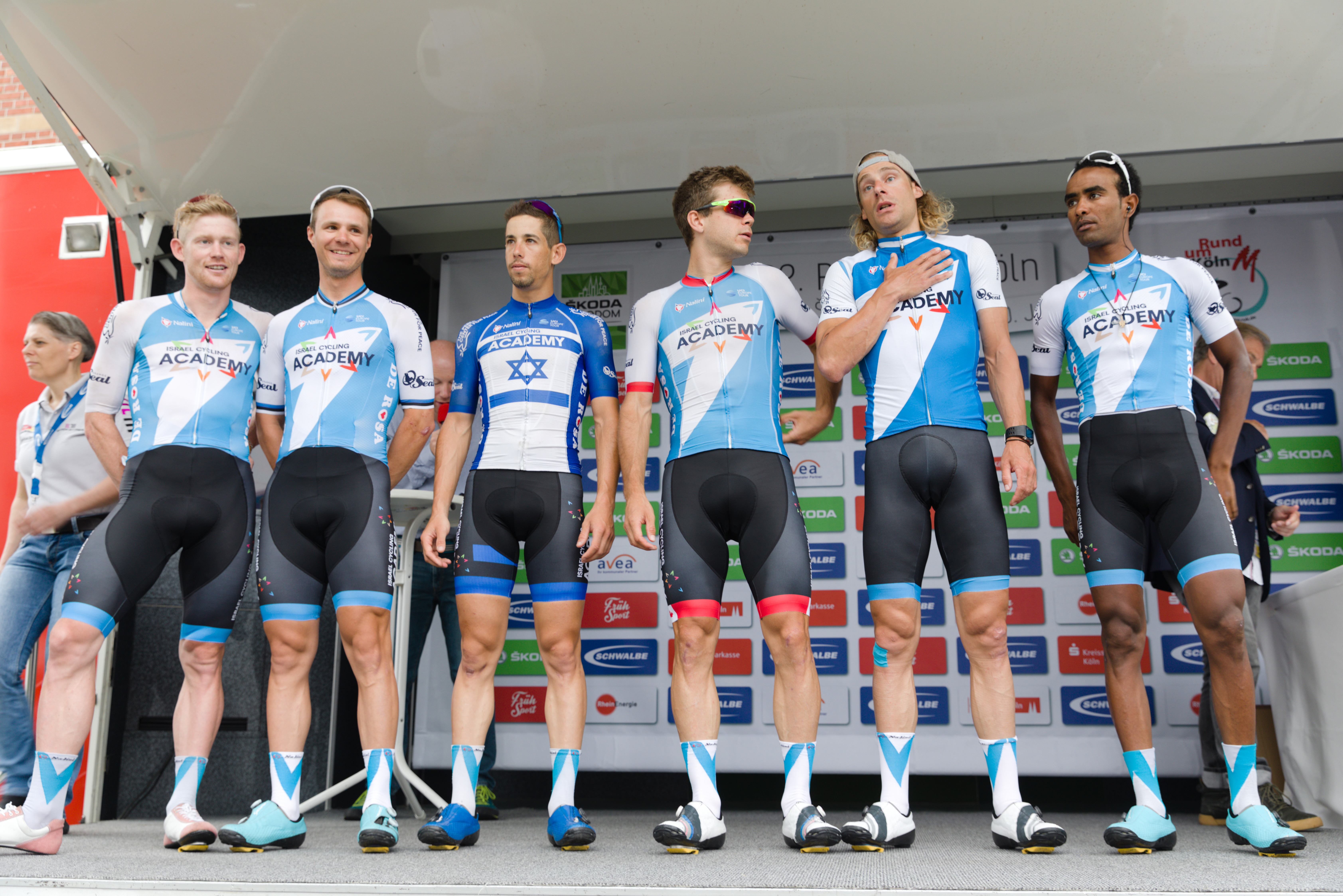
A equipa em 2018

Desde 1 de agosto, os seguintes corredores passaram a fazer parte da equipa como stagiaires (aprendizes à prova).
| Corredor         | Nascimento | Nacionalidade | Equipa de 2016         |
| ---------------- | ---------- | ------------- | ---------------------- |
| Matteo Badilatti | 30/07/1992 | Suíça         | Team Vorarlberg-Santic |
| Clément Carisey  | 23/03/1992 | França        |                        |
| Itmar Einhorn    | 20/09/1997 | Israel        |                        |

### 2019
| Nome                        | Nascimento | Nacionalidade | Equipa de 2018                     |
| Edwin Ávila                 | 21/11/1989 | Colômbia      | Israel Cycling Academy             |
| Matteo Badilatti            | 30/07/1992 | Suíça         | Israel Cycling Academy (stagiaire) |
| Rudy Barbier                | 18/12/1992 | França        | AG2R La Mondiale                   |
| Guillaume Boivin            | 25/05/1989 | Canadá        | Israel Cycling Academy             |
| Matthias Brändle            | 07/12/1989 | Áustria       | Trek-Segafredo                     |
| Clément Carisey             | 23/03/1992 | França        | Israel Cycling Academy (stagiaire) |
| Alexander Cataford          | 01/09/1993 | Canadá        | UnitedHealthcare                   |
| Davide Cimolai              | 13/08/1989 | Itália        | FDJ                                |
| Zakkari Dempster            | 27/09/1987 | Austrália     | Israel Cycling Academy             |
| Conor Dunne                 | 22/01/1992 | Irlanda       | Aqua Blue Sport                    |
| Nathan Earle                | 04/06/1988 | Austrália     | Israel Cycling Academy             |
| Itamar Einhorn              | 20/09/1997 | Israel        | Israel Cycling Academy (stagiaire) |
| Sondre Enger                | 17/12/1993 | Noruega       | Israel Cycling Academy             |
| Awet Gebremedhin Andemeskel | 05/02/1992 | Suécia        | Israel Cycling Academy             |
| Omer Goldstein              | 13/08/1996 | Israel        | Israel Cycling Academy             |
| Roy Goldstein               | 20/05/1993 | Israel        | Israel Cycling Academy             |
| Ben Hermans                 | 08/06/1986 | Bélgica       | Israel Cycling Academy             |
| August Jensen               | 29/08/1991 | Noruega       | Israel Cycling Academy             |
| Riccardo Minali             | 19/04/1995 | Itália        | Astana Pro Team                    |
| Krists Neilands             | 18/08/1994 | Letônia       | Israel Cycling Academy             |
| Guy Niv                     | 08/03/1994 | Israel        | Israel Cycling Academy             |
| Benjamin Perry              | 07/03/1994 | Canadá        | Israel Cycling Academy             |
| Rubén Plaza                 | 29/02/1980 | Espanha       | Israel Cycling Academy             |
| Mihkel Räim                 | 03/07/1993 | Estónia       | Israel Cycling Academy             |
| Guy Sagiv                   | 05/12/1994 | Israel        | Israel Cycling Academy             |
| Kristian Sbaragli           | 08/05/1990 | Itália        | Israel Cycling Academy             |
| Hamish Schreurs             | 23/01/1994 | Nova Zelândia | Israel Cycling Academy             |
| Daniel Turek                | 19/01/1993 | Chéquia       | Israel Cycling Academy             |
| Tom Van Asbroeck            | 19/04/1990 | Bélgica       | EF Education First-Drapac          |
| Dennis van Winden           | 02/12/1987 | Países Baixos | Israel Cycling Academy             |

1. ↑  Desde 1 de junho

Stagiaires

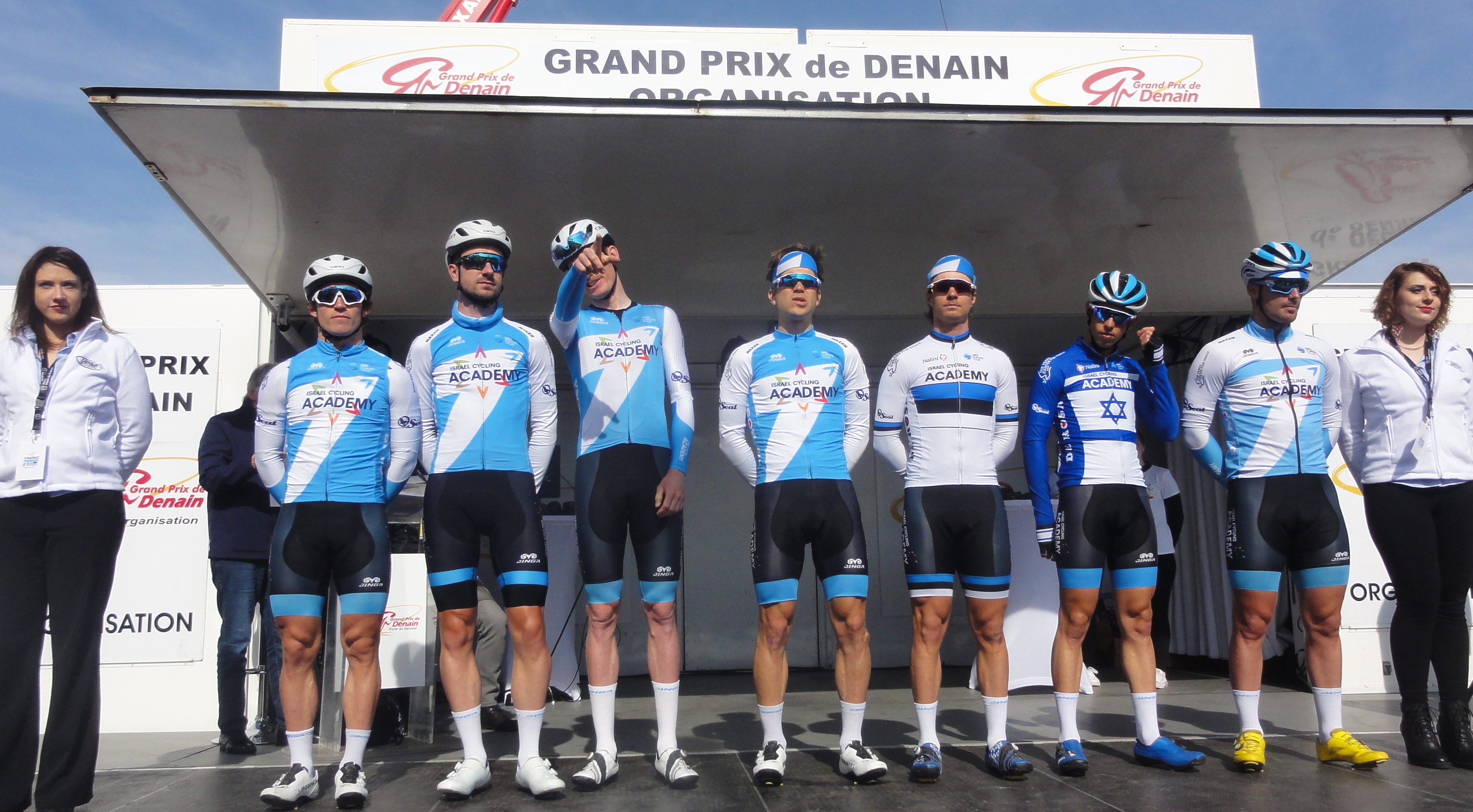
Israel Cycling Academy, em 2019

Desde 1 de agosto, os seguintes corredores passaram a fazer parte da equipa como stagiaires (aprendizes à prova).
| Corredor        | Nascimento | Nacionalidade | Equipa de 2019                           |
| --------------- | ---------- | ------------- | ---------------------------------------- |
| Yuval Ben Moshe | 06/04/1999 | Israel        | Côtes d'Armor-Marie Morin-Véranda Rideau |
| Freddy Ovett    | 16/01/1994 | Austrália     | Pro Racing Sunshine Coast                |
| Alexis Renard   | 01/06/1999 | França        | Côtes d'Armor-Marie Morin-Véranda Rideau |

## Israel Start-Up Nation

### 2020
| Nome               | Nascimento | Nacionalidade  | Equipa de 2019                     |
| Matteo Badilatti   | 30/07/1992 | Suíça          | Israel Cycling Academy             |
| Rudy Barbier       | 18/12/1992 | França         | Israel Cycling Academy             |
| Jenthe Biermans    | 30/10/1995 | Bélgica        | Team Katusha-Alpecin               |
| Guillaume Boivin   | 25/05/1989 | Canadá         | Israel Cycling Academy             |
| Matthias Brändle   | 07/12/1989 | Áustria        | Israel Cycling Academy             |
| Alexander Cataford | 01/09/1993 | Canadá         | Israel Cycling Academy             |
| Davide Cimolai     | 13/08/1989 | Itália         | Israel Cycling Academy             |
| Alex Dowsett       | 03/10/1988 | Reino Unido    | Team Katusha-Alpecin               |
| Itamar Einhorn     | 20/09/1997 | Israel         | Israel Cycling Academy             |
| Omer Goldstein     | 13/08/1996 | Israel         | Israel Cycling Academy             |
| André Greipel      | 16/07/1982 | Alemanha       | Arkéa Samsic                       |
| Ben Hermans        | 08/06/1986 | Bélgica        | Israel Cycling Academy             |
| Hugo Hofstetter    | 13/02/1994 | França         | Cofidis, Solutions Crédits         |
| Reto Hollenstein   | 22/08/1985 | Suíça          | Team Katusha-Alpecin               |
| Daniel Martin      | 20/08/1986 | Irlanda        | UAE Team Emirates                  |
| Travis McCabe      | 12/05/1989 | Estados Unidos | Floyd's Pro Cycling                |
| Daniel Navarro     | 18/07/1993 | Espanha        | Team Katusha-Alpecin               |
| Krists Neilands    | 18/08/1994 | Letônia        | Israel Cycling Academy             |
| Guy Niv            | 08/03/1994 | Israel         | Israel Cycling Academy             |
| James Piccoli      | 05/09/1991 | Canadá         | Elevate-KHS Pro Cycling            |
| Nils Politt        | 06/03/1994 | Alemanha       | Team Katusha-Alpecin               |
| Mihkel Räim        | 03/07/1993 | Estónia        | Israel Cycling Academy             |
| Alexis Renard      | 01/06/1999 | França         | Israel Cycling Academy (stagiaire) |
| Guy Sagiv          | 05/12/1994 | Israel         | Israel Cycling Academy             |
| Patrick Schelling  | 01/05/1990 | Suíça          | Team Vorarlberg-Santic             |
| Rory Sutherland    | 08/02/1982 | Austrália      | UAE Team Emirates                  |
| Norman Vahtra      | 23/11/1996 | Estónia        | Neo (Cycling Tartu)                |
| Tom Van Asbroeck   | 19/04/1990 | Bélgica        | Israel Cycling Academy             |
| Mads Würtz Schmidt | 31/03/1994 | Dinamarca      | Team Katusha-Alpecin               |
| Rick Zabel         | 07/12/1993 | Alemanha       | Team Katusha-Alpecin               |

### 2021
| Nome                 | Nascimento | Nacionalidade | Equipa de 2020                     |
| Rudy Barbier         | 18/12/1992 | França        | Israel Start-Up Nation             |
| Sebastian Berwick    | 15/12/1999 | Austrália     | St George Continental Cycling Team |
| Patrick Bevin        | 15/02/1991 | Nova Zelândia | CCC Team                           |
| Jenthe Biermans      | 30/10/1995 | Bélgica       | Israel Start-Up Nation             |
| Guillaume Boivin     | 25/05/1989 | Canadá        | Israel Start-Up Nation             |
| Matthias Brändle     | 07/12/1989 | Áustria       | Israel Start-Up Nation             |
| Alexander Cataford   | 01/09/1993 | Canadá        | Israel Start-Up Nation             |
| Davide Cimolai       | 13/08/1989 | Itália        | Israel Start-Up Nation             |
| Alessandro De Marchi | 19/05/1986 | Itália        | CCC Team                           |
| Alex Dowsett         | 03/10/1988 | Reino Unido   | Israel Start-Up Nation             |
| Itamar Einhorn       | 20/09/1997 | Israel        | Israel Start-Up Nation             |
| Chris Froome         | 20/05/1985 | Reino Unido   | Ineos Grenadiers                   |
| Omer Goldstein       | 13/08/1996 | Israel        | Israel Start-Up Nation             |
| André Greipel        | 16/07/1982 | Alemanha      | Israel Start-Up Nation             |
| Carl Fredrik Hagen   | 26/09/1991 | Noruega       | Lotto Soudal                       |
| Ben Hermans          | 08/06/1986 | Bélgica       | Israel Start-Up Nation             |
| Hugo Hofstetter      | 13/02/1994 | França        | Israel Start-Up Nation             |
| Reto Hollenstein     | 22/08/1985 | Suíça         | Israel Start-Up Nation             |
| Daryl Impey          | 06/12/1984 | África do Sul | Mitchelton-Scott                   |
| Taj Jones            | 26/07/2000 | Austrália     | ARA Pro Racing Sunshine Coast      |
| Daniel Martin        | 20/08/1986 | Irlanda       | Israel Start-Up Nation             |
| Krists Neilands      | 18/08/1994 | Letônia       | Israel Start-Up Nation             |
| Guy Niv              | 08/03/1994 | Israel        | Israel Start-Up Nation             |
| James Piccoli        | 05/09/1991 | Canadá        | Israel Start-Up Nation             |
| Alexis Renard        | 01/06/1999 | França        | Israel Start-Up Nation             |
| Guy Sagiv            | 05/12/1994 | Israel        | Israel Start-Up Nation             |
| Norman Vahtra        | 23/11/1996 | Estónia       | Israel Start-Up Nation             |
| Tom Van Asbroeck     | 19/04/1990 | Bélgica       | Israel Start-Up Nation             |
| Sep Vanmarcke        | 28/07/1988 | Bélgica       | EF Pro Cycling                     |
| Michael Woods        | 12/10/1986 | Canadá        | EF Pro Cycling                     |
| Mads Würtz Schmidt   | 31/03/1994 | Dinamarca     | Israel Start-Up Nation             |
| Rick Zabel           | 07/12/1993 | Alemanha      | Israel Start-Up Nation             |

1. ↑  Desde 1 de julho